# توماش سيبوليك
توماش سيبوليك (بالتشيكية: Tomáš Cibulec)‏ مواليد 15 يناير 1978 في هافروف، تشيكوسلوفاكيا، هو لاعب كرة مضرب تشيكي سابق بدأ مسيرته كمحترف سنة 1996 وكان يلعب باليد اليمنى. أعلى تصنيف له في الفردي كان المركز الـ 646 في سنة 1998. أعلى تصنيف له في الزوجي كان المركز الـ 21 في سنة 2003.

## روابط خارجية
- توماش سيبوليك على موقع رابطة محترفي التنس (الإنجليزية)
- توماش سيبوليك على موقع الاتحاد الدولي لكرة المضرب (الإنجليزية)
- توماش سيبوليك على موقع خلاصة التنس.كوم (الإنجليزية)